# Hōjō Hideji

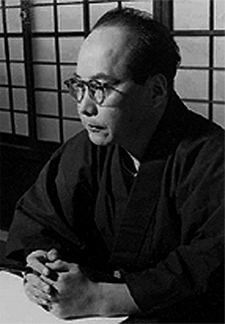
Hōjō Hideji

Hōjō Hideji (japanisch 北條 秀司; geboren 7. November 1902 in Osaka (Präfektur Osaka); gestorben 19. Mai 1996 in Kamakura) war ein japanischer Dramatiker, Schauspieler und Essayist.

## Leben und Wirken
Hōjō Hideji machte 1927 seinen Studienabschluss an der Kansai-Universität im Fach Literaturwissenschaft. Während seines Studiums kam er mit einem Drehbuch für die Takarazuka Revue bei der Handelsfirma Tennōji (天王寺商業) auf den 1. Platz. Nach seinem Universitätsabschluss zog er nach Tokio und arbeitete für die Bergbahn Hakone Tozan Tetsudō, während er daneben sich ab 1933 bei dem Dramatiker Okamoto Kidō (1872–1939) weiterbildete. 1937 debütierte er in der Theaterwelt mit „Hyōshō-shiki zen’ya“ (表彰式前夜) – „Am Abend vor der Verleihungsfeier“ und „Hanayakana yakei“ (華やかな夜景) – „Prächtige nächtliche Szene“. Nach dem Tode Okamotos im Jahr 1939 widmete er sich ganz dem Theater und gewann 1940 den Shinchōsha-Literaturpreis (新潮社文芸賞) für seine Dramensammlung „Kakka“ (閣下) – „Exzellenz“.
Nach dem Zweiten Weltkrieg veröffentlichte Hōjō von 1947 bis 1951 die Trilogie „Ōsho“ (王将) – etwa „König des Shōgi“, die das Leben von Sakata Sankichi (坂田 三吉; 1870–1946) darstellt, und dann „Bunraku“ (文楽; 1948), „Kiri no ne“ (霧の音) – „Ton im Nebel“ 1951, "Ii Tairō" (井伊大老) – ein Stück über Ii Naosuke 1953, "Kenreimonin" (建礼門院) – ein Stück über eine adelige Dame des japanischen Mittelalters 1969 und andere Stücke. Er schrieb hervorragende Werke für das Kabuki, Stücke im „Modernen Stil“ (新派, Shinpa) und wurde so ein führender kommerzieller Theaterautor.
Ab 1964 war Hōjō bis 1993 Präsident der Dramatiker-Vereinigung Japans (日本演劇協会, Nihon engeki kyōkai). 1987 wurde er als „Person mit besonderen kulturellen Verdiensten“ ausgezeichnet. Seine Stücke erschienen als Sammlung „Hōjō Hideji Gikyoku-shū“ (北条秀司戯曲集) von 1961 bis 1963 in acht Bänden. Dafür wurde er 1965 mit dem Yomiuri-Literaturpreis im Fach „Dramen/Drehbücher“ ausgezeichnet. 1973 folgte der Kikuchi-Kan-Preis. Weiter erschien 1974 „Hōjō shūji gekisaku-shi“ (北条秀司劇作史), ein Bericht über seine Arbeitsweise.